# Gran Paradiso
El Gran Paradiso (francès: Grand Paradis) és una muntanya de 4.061 m del massís homònim dins els Alps de Graies, administrativament situat a les regions de la Vall d'Aosta i el Piemont (Itàlia).

## Classificació
Segons la SOIUSA, la classificació del Mont Sernio és la següent:
- Gran part: Alps occidentals
- Gran sector: Alps del nord-oest
- Secció: Alps de Graies
- Subsecció: Alps del Gran Paradiso
- Supergrup: Massís del Gran Paradiso
- Grup: Grup del Gran Paradiso-Roccia Viva
- Subgrup: Subgrup del Gran Paradiso
- Codi: I/B-7.IV-A.2.a